# Fibraureeae
Fibraureeae es una tribu de plantas de flores de la familia Menispermaceae. Tiene los siguientes géneros:

## Géneros
- Anamirta Colebr., 1821. Sur y sudeste de Asia hasta Nueva Guinea.
- Coscinium Colebr., 1821. Sur y sudeste de Asia.
- Fibraurea Lour., 1790. Sudeste de Asia.
- Tinomiscium Miers ex Hook.f. & Thomson, 1855. Sur y sudeste de Asia.

- Datos: Q5861524